# Love Actually
Pour plus de détails, voir Fiche technique et Distribution.
Love Actually, ou Réellement l'amour au Québec, est un film de Noël comique et romantique britannique écrit et réalisé par Richard Curtis et sorti en salles en 2003. Le film se penche sur les différents aspects de l'amour montré à travers dix histoires distinctes impliquant un large éventail de personnages, dont beaucoup sont reliés entre eux, et leur évolution. Située principalement à Londres, l'action de Love Actually commence cinq semaines avant les fêtes de Noël, et se joue comme un compte à rebours jusqu'à la fête, suivie d'un épilogue un mois après les événements.
Film choral dont la distribution réunit notamment Hugh Grant, Liam Neeson, Emma Thompson, Colin Firth, Bill Nighy, Laura Linney, Alan Rickman, Keira Knightley, Rowan Atkinson et Andrew Lincoln, Love Actually est présenté au Festival de Toronto en septembre 2003 avant de connaître une sortie en salles en novembre 2003 au Royaume-Uni et aux États-Unis, suivi de la France le mois suivant. Lors de sa sortie, il rencontre un accueil critique favorable et a rapporté près de 247 millions de dollars de recettes mondiales, alors qu'il a coûté 40 millions de dollars, ce qui en fait un succès commercial.

## Synopsis

Liens entre les personnages de Love, Actually (cliquez pour agrandir).

Le destin de plusieurs personnes : une rock-star sur le retour et son manager ; un couple récemment marié et leur ami qui éprouve des sentiments amoureux envers la mariée ; un écrivain qui vient d'être trompé par sa petite amie et qui fait la rencontre de son employée de maison portugaise ; un autre couple et la secrétaire du mari ; le Premier ministre et sa jeune collaboratrice ; un enfant, amoureux d'une petite fille de son école et son beau-père, veuf, qui lui donne des conseils ; une employée tiraillée entre son frère schizophrène et l'amour qu'elle ressent pour un collègue ; un jeune à la conquête de l'Amérique pour trouver des filles et des comédiens sur fond de Noël : c'est une histoire d'amour, de sentiments et d'humour.

### Billy et Joe
Billy Mack (Bill Nighy), une vieille légende du rock sur le déclin, enregistre avec l'aide de son manager de toujours, Joe (Gregor Fisher), un single de Noël, dérivé de Love Is All Around, des Troggs. La même chanson a aussi été utilisée dans Quatre mariages et un enterrement réalisé par Mike Newell, elle est ici jouée par Wet Wet Wet. Billy fait la promotion de son single tout au long du film, bien qu'il admette lui-même qu'il est « à chier ». Pendant sa campagne publicitaire, Billy promet de chanter la chanson entièrement nu sur un plateau de télévision s'il parvient à la placer en tête des ventes de Noël. Il réussit ce pari, mais au lieu de fêter sa victoire dans des fêtes endiablées (dont une par Elton John en personne, au cours de laquelle il fait une brève apparition), il retourne à l'appartement de Joe. Il explique alors que Noël, c'est le moment où l'on se retrouve avec les personnes qu'on aime, et que Joe est sa vraie famille. Finalement, Billy propose à Joe de fêter Noël en se saoulant et en regardant des films pornos. Sa dernière apparition sur un plateau de télévision, où il est nu comme promis, uniquement vêtu de bottes, et jouant d'une guitare judicieusement placée, lui donne un regain de popularité…

### Juliet, Peter et Mark
Juliet (Keira Knightley) et Peter (Chiwetel Ejiofor) ont un charmant mariage dans une petite église. Juste après l'échange de vœux, ils ont une heureuse surprise : une chorale gospel chante en leur honneur. Cela a été organisé par Mark (Andrew Lincoln), témoin et meilleur ami de Peter. Ce dernier s'occupe également de filmer l'ensemble du mariage. Quand il s'avère que la vidéo officielle du mariage est effroyable, Juliet contacte Mark dans l'espoir d'obtenir une copie de sa vidéo, bien qu'il se soit toujours montré très froid avec elle. La vidéo se révèle être uniquement une succession de gros plans de Juliet, qui comprend que Mark est amoureux d'elle. Mark avoue alors que sa froideur est pour lui un moyen de se protéger. Plus tard, Mark sonne à la porte de Juliet. Il lui dévoile une succession de panneaux sur lesquels sont écrits des messages exprimant ses sentiments envers elle, car « à Noël on doit dire la vérité » et « pour moi, tu es parfaite ». À la suite de cet aveu, Juliet court après Mark pour l'embrasser, le remerciant d'être, malgré cet amour, fidèle à l'amitié qu'il partage avec Peter.

### Jamie et Aurelia
Jamie (Colin Firth), un écrivain, apparaît tout d'abord lorsqu'il se prépare pour assister au mariage de Juliet et de Peter. Sa petite amie (Sienna Guillory) décide de ne pas y aller, prétendant être malade, mais quand Jamie retourne chez lui, il la découvre avec son propre frère. Jamie se retire alors en Provence, dans la solitude d'une petite maison, pour se plonger dans l'écriture. Il rencontre alors Aurelia (Lúcia Moniz), l'employée de maison qui ne parle que le portugais. Ils essayent de communiquer, malgré la barrière linguistique. Leur amour grandit, et le départ de Jamie, qui retourne en Angleterre pour Noël, est un déchirement. Une fois revenu chez lui, Jamie se lance dans des cours de portugais, langue maternelle d'Aurelia. La veille de Noël, Jamie décide de ne pas assister à la fête familiale et retourne auprès d'Aurelia, jusqu'à Lisbonne, pour lui demander sa main. Elle accepte dans son anglais qu'elle vient de commencer à apprendre. Dans la scène finale, elle taquine Jamie, lui expliquant que s'il lui avait dit que ses amis étaient si mignons, elle aurait choisi un autre Anglais.

### Harry, Karen et Mia
Harry (Alan Rickman) est le directeur d'une agence de design. Mia (Heike Makatsch) est sa secrétaire, et est clairement attirée par lui, n'hésitant pas à faire des allusions et à se mettre physiquement en valeur. Harry ne repousse pas réellement ses avances, il va même jusqu'à lui offrir un collier coûteux dont le paquet est confectionné par le vendeur Rufus (Rowan Atkinson). Durant la même période, sa femme Karen (Emma Thompson) est très occupée à tout préparer pour Noël, jonglant entre son frère, David, le Premier ministre (Hugh Grant), la fête de Noël de ses enfants, et aidant son ami Daniel (Liam Neeson) à surmonter la mort de sa femme. Karen, mère au foyer et gérante de la vie de famille, a tendance à se négliger en s'investissant pour tout le monde. Un soir, à la suite du retour de son époux, elle découvre la mystérieuse boîte à bijoux. Ravie, elle attend avec impatience l'ouverture des cadeaux. Le jour de Noël, Karen ouvre une boîte semblable, qu'elle pensait contenir le collier, mais qui s'avère être un CD (Joni Mitchell, pour « parachever son éducation sentimentale »). C'est un coup de poignard pour Karen, qui fond en larmes dans sa chambre, avant de se reprendre et d'emmener ses enfants à la fête de Noël de leur école, accompagnée de son mari. Elle a compris qu'il avait des vues sur une autre personne mais elle n'a pas l'intention de se laisser faire. Après le spectacle, Karen place Harry en face de ses réalités, il admet avoir été un « classique idiot ». Le film finit avec Karen et ses enfants accueillant Harry à l'aéroport, ce qui laisse penser que même s'ils ne sont pas en excellents termes, elle est disposée à laisser une chance à leur mariage.

### David et Natalie
Le Premier ministre David (Hugh Grant), récemment élu, est jeune, beau et célibataire. Natalie (Martine McCutcheon) fait partie de ses collaboratrices et lui apporte régulièrement son thé avec des biscuits au chocolat. Leur première rencontre au 10 Downing Street est rocambolesque puisque Nathalie, stressée de lui être présentée, laisse échapper des gros mots. Quelque chose semble se passer entre eux, mais aucun ne fait le premier pas, et ils poursuivent leur léger flirt. Quand le président des États-Unis (Billy Bob Thornton) est reçu, son attitude arrogante et son refus de changer sa politique laissent pantois les conseillers britanniques. C'est seulement une fois que David surprend le Président en train de séduire Natalie qu'il bondit pour défendre les valeurs de l'Angleterre, énumérant toutes les qualités du pays (telles que les Beatles, Harry Potter ou les pieds gauche et droit de Beckham), embarrassant le Président lors d'une conférence de presse où il déclare qu'« un ami qui vous tyrannise n'est plus un ami ». Inquiet à l'idée que ses sentiments pour Natalie puissent affecter son jugement, il demande qu'elle change de poste. Un peu plus tard, alors qu'il lit des cartes de vœux, David tombe sur une carte signée « Je suis entièrement vôtre, Natalie ». Encouragé, David décide alors d'aller la retrouver. Après avoir sonné à un grand nombre de portes, y compris celle de Mia, car il ignore le numéro de la maison de Natalie, il la trouve avec toute sa famille. En échange d'un moment avec Natalie, David propose de conduire toute la famille à l'école pour la fête de Noël (la même que celle où sa sœur, son neveu et sa nièce sont en train de se rendre). Ils regardent ensemble le spectacle depuis les coulisses, et se retrouvent exposés à la vue de tous, en train de s'embrasser, lorsque le rideau se lève sur eux de manière imprévue. À la fin du film, on voit Natalie courir dans les bras de David dans l'aéroport.

### Daniel, Sam et Joanna
Daniel (Liam Neeson) vient de perdre sa femme Joanna d'une longue maladie, le laissant seul avec son beau-fils Sam (Thomas Brodie-Sangster). Daniel doit surmonter ses soudaines responsabilités ainsi que la fin de sa vie amoureuse (« C'est fini pour moi depuis longtemps », dit-il à Sam « à moins, évidemment, que Claudia Schiffer appelle, auquel cas tu me débarrasseras le plancher en vitesse, sale petit orphelin »). Sam est malheureux également et il apparaît qu'il est amoureux d'une élève de son école, qui s'appelle aussi Joanna (Olivia Olson) et qui, croit-il, ignore jusqu'à son existence. Avec le soutien de Daniel, Sam décide de devenir batteur pour accompagner Joanna, qui va chanter All I Want For Christmas Is You à la fête de Noël. Malheureusement, Sam n'arrive pas à exprimer ses sentiments, et Daniel l'aide à poursuivre Joanna jusqu'à l'aéroport, où elle va avec sa famille prendre l'avion pour les États-Unis. Grâce à l'aide de Rufus, lui aussi passager, et à la distraction du personnel de l'aéroport occupé à regarder le spectacle de Billy nu, Sam parvient à passer les barrages et à avouer son amour pour Joanna. Juste avant leur départ pour l'aéroport, Daniel se heurte à une parente d'élève (jouée par Claudia Schiffer). On la retrouve main dans la main avec lui lors de la scène finale, à l'aéroport où Sam attend le retour de Joanna.

### Sarah et Karl
Sarah (Laura Linney) apparaît au mariage de Juliet et Peter, assise à côté de Jamie. Cependant, nous ne connaissons son histoire qu'au moment où nous rencontrons Karl (Rodrigo Santoro), qui, tout comme Sarah, travaille à l'agence de design de Harry. Sarah est, au su de tous, amoureuse de Karl depuis son entrée à l'agence. Harry la supplie d'avouer ses sentiments à Karl, à la fois parce que c'est Noël, et surtout parce que Karl, comme toute l'agence, est déjà au courant. Malheureusement pour tous les protagonistes, Sarah a un frère souffrant d'une maladie mentale, qui n'arrête pas de l'appeler. Sarah se sent responsable de son frère et met tout le temps sa vie entre parenthèses pour le soutenir. Sarah a enfin l'opportunité de faire l'amour avec Karl quand tous deux rentrent ensemble chez elle à la fin de la fête de Noël de leur entreprise, qui se déroule dans une galerie d'art dirigée par Mark. Cependant, elle abandonne cette chance pour aller rejoindre son frère qui l'appelle durant la soirée. Leur scène finale les montre, lui disant « Joyeux Noël » alors qu'il quitte le bureau (il est évident qu'il veut en dire plus), et elle fondant en larmes avant d'appeler son frère. La veille de Noël, on la voit échanger des cadeaux de Noël avec son frère, et l'embrassant avec affection. La relation liant Sarah et son frère montre que le thème de l'amour de ce film va au-delà de celui homme-femme, mais aussi vers l'amour fraternel (elle a préféré choisir son frère plutôt que Karl dont elle est éperdument amoureuse).

### Colin et Tony
Colin Frissel (Kris Marshall), après plusieurs échecs humiliants dans ses tentatives de séduction de plusieurs femmes anglaises, y compris Mia et la directrice de l'agence de traiteur au mariage de Juliet et Peter, informe son ami Tony (Abdul Salis) qu'il part pour les États-Unis trouver l'amour à Milwaukee, dans le Wisconsin. Ce désir de traverser l'Atlantique est dû au fait que, d'après lui, les États-Unis sont pleins de jeunes femmes pulpeuses qui vont tomber à ses pieds, séduites par son « adorable accent anglais » (« Regarde, là-bas, je suis le prince William… mais sans la famille de zombies ! »). Par un étrange enchaînement d'événements, la première fois qu'il met les pieds dans un bar américain, il tombe sur trois charmantes jeunes femmes (Ivana Milicevic, January Jones et Elisha Cuthbert) qui, après s'être émues de son accent, l'invitent à venir chez elles et à partager leur lit. On le retrouve dans la scène finale de l'aéroport où il revient du Wisconsin avec une jeune fille pour lui, Harriet (Shannon Elizabeth), et une pour un Tony stupéfait, Carla (Denise Richards).

### Jack et Judy
Jack (Martin Freeman) et Judy (Joanna Page) travaillent comme doublures pour les scènes intimes dans un film. Tony (l'ami de Colin) fait partie de l'équipe de tournage, et leur donne des instructions pour les activités qu'ils doivent mimer pour que les raccords se fassent bien. Malgré leurs mimes de scènes sexuelles et leur nudité fréquente, ils sont très pudiques et timides l'un envers l'autre. Ils poursuivent prudemment et timidement leur relation, allant même voir ensemble la fête de Noël à l'école. Dans la scène finale, à l'aéroport, on apprend que Jack et Judy se sont fiancés. Ces deux personnages ne se trouvent pas dans la version du DVD en Asie.

## Fiche technique
- Titre original : Love Actually
- Titre québécois : Réellement l'amour
- Réalisation : Richard Curtis
- Scénario : Richard Curtis
- Musique : Craig Armstrong
- Photographie : Michael Coulter
- Montage : Nick Moore
- Décors : Jim Clay
- Costumes : Joanna Johnston
- Production : Tim Bevan, Eric Fellner, Duncan Kenworthy (en), Liza Chasin (en) et Debra Hayward
- Sociétés de production : Universal Pictures, Working Title Films et DNA Films
- Société de distribution : Universal Pictures (États-Unis), United International Pictures (UIP) (Royaume-Uni), Mars Distribution (France), Studio Canal (France),  Filmes Lusomundo (Portugal)
- Budget : 30 millions de livres
- Pays de production : Royaume-Uni, États-Unis, France[2]
- Langue originale : anglais, portugais, français
- Tournage : du 2 septembre 2002 au 26 novembre 2002
- Format : couleurs - 2,35:1 - pellicule Kodak 35 mm - DTS / Dolby Digital / SDDS
- Genre : comédie, film d'amour, film choral
- Durée : 135 minutes
- Dates de sortie :
  - Canada : 7 septembre 2003 (festival de Toronto)
  - États-Unis : 14 novembre 2003
  - Royaume-Uni : 21 novembre 2003
  - Belgique, France : 3 décembre 2003
- Classification :
  - États-Unis (MPAA) : Rated R for sexuality, nudity and language
  - France (mention CNC) : tous publics[3], déconseillé aux moins de 10 ans à la télévision.
- Lieux de tournage : studios de Shepperton, Londres, Esher et Marseille (sources : générique et L2TC.com)[4]

## Distribution
- Hugh Grant (VF : Thibault de Montalembert) : David, le Premier ministre
- Liam Neeson (VF : Richard Darbois) : Daniel
- Emma Thompson (VF : Frédérique Tirmont) : Karen
- Laura Linney (VF : Danièle Douet) : Sarah
- Alan Rickman (VF : François Dunoyer) : Harry
- Martine McCutcheon (VF : Barbara Tissier)  : Natalie
- Bill Nighy (VF : Dominique Collignon-Maurin) : Billy Mack, le chanteur
- Colin Firth (VF : Edgar Givry) : Jamie Bennett
- Andrew Lincoln (VF : Tanguy Goasdoué) : Mark
- Keira Knightley (VF : Nathalie Karsenti) : Juliet
- Chiwetel Ejiofor : Peter
- Rowan Atkinson (VF : Raymond Acquaviva) : Rufus, le vendeur
- Kris Marshall (VF : Boris Rehlinger) : Colin Frissell
- Heike Makatsch (VF : Juliette Degenne) : Mia
- Thomas Brodie-Sangster  (VF : Jackie Berger) : Sam
- Martin Freeman  (VF : Julien Sibre) : Jack
- Billy Bob Thornton (VF : Joël Martineau) : le président des États-Unis
- Rodrigo Santoro (VF : Adrien Antoine) : Karl
- Gregor Fisher : Joe, le manager de Billy Mack
- Lúcia Moniz : Aurelia
- Lulu Popplewell : Daisy, la fille de Karen et de Harry
- Joanna Page (VF : Marie-Eugénie Maréchal) : Judy
- Nina Sosanya : Annie
- Claudia Schiffer : Carol
- Shannon Elizabeth : Harriet
- Denise Richards : Carla
- Ivana Miličević (VF : Anneliese Fromont) : Stacey
- Elisha Cuthbert : Carol-Ann
- January Jones : Jeannie
- Lynden David Hall : le chanteur dans l'église
- Jont Whittington : le guitariste dans l'église
- Abdul Salis (VF : David Kruger) : Tony
- Olivia Olson : Joanna
- Michael Fitzgerald : Michael, le frère de Sarah
- Jo Whiley (VF : Lucien Jean-Baptiste) : le DJ radio
- Alan Barnes (VF : Patrick Borg) : le directeur du cinéma
- Gillian Barge : le cabinet ministre
- Bill Moody : le père de Natalie
- Joanna Bacon : la mère de Natalie
- Rory MacGregor : le technicien
- Sienna Guillory (VF : Anneliese Fromont) : la petite amie de Jamie
- Dan Fredenburgh : le frère de Jamie
- Marcus Brigstocke : Mikey
- Julia Davis : Nancy, traiteur au mariage de Peter et Juliet, draguée maladroitement par Colin.
- Ruby Turner : Jean
- Adam Godley : M Trench
- Élisabeth Margoni : Eleonore
- Meg Wynn Owen : Mary, la secrétaire du Premier ministre
- Rebecca Frayn : Joanna, la femme de Daniel (rôle non crédité)
- Carla Vasconcelos : Sofia, la sœur d'Aurelia
- Helder Costa : M Barros, le père d'Aurelia

Source et légende : version française (VF) sur AlloDoublage

Photos des acteurs
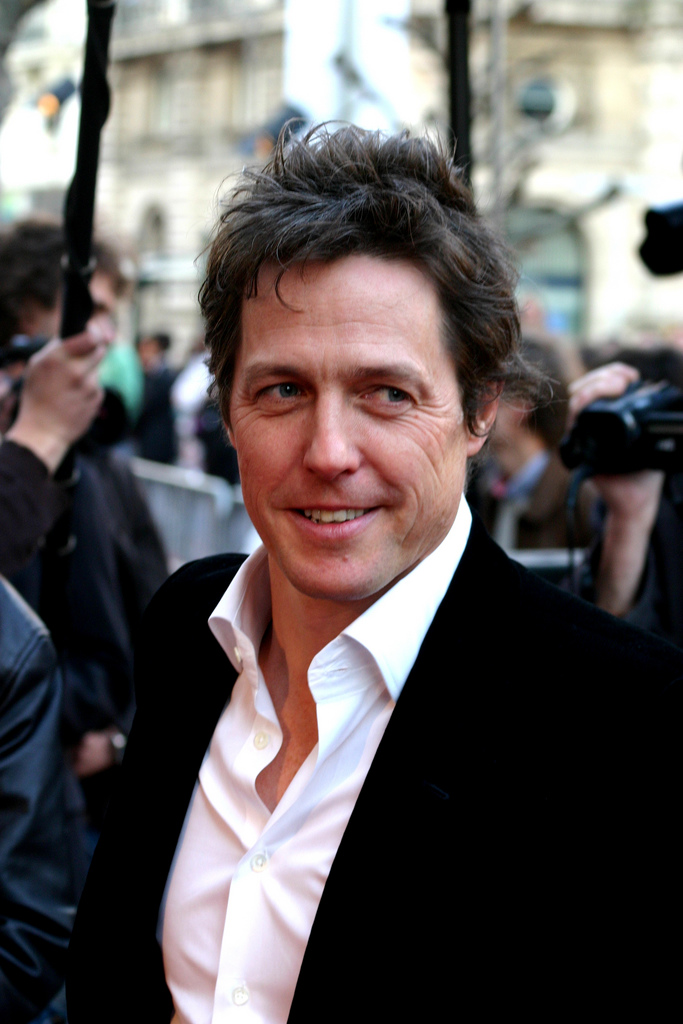
Hugh Grant
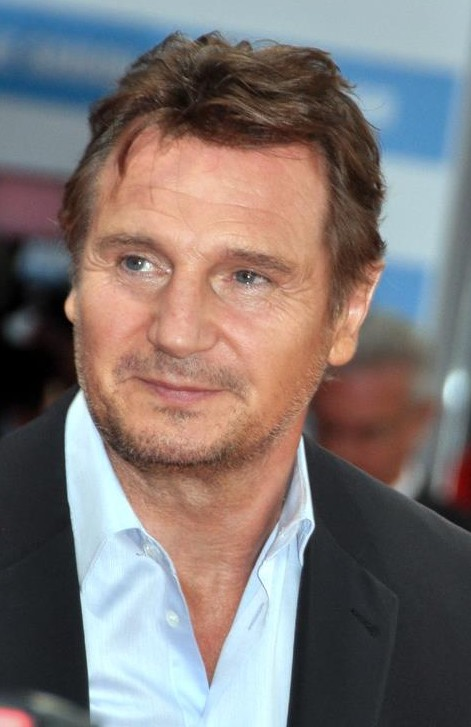
Liam Neeson
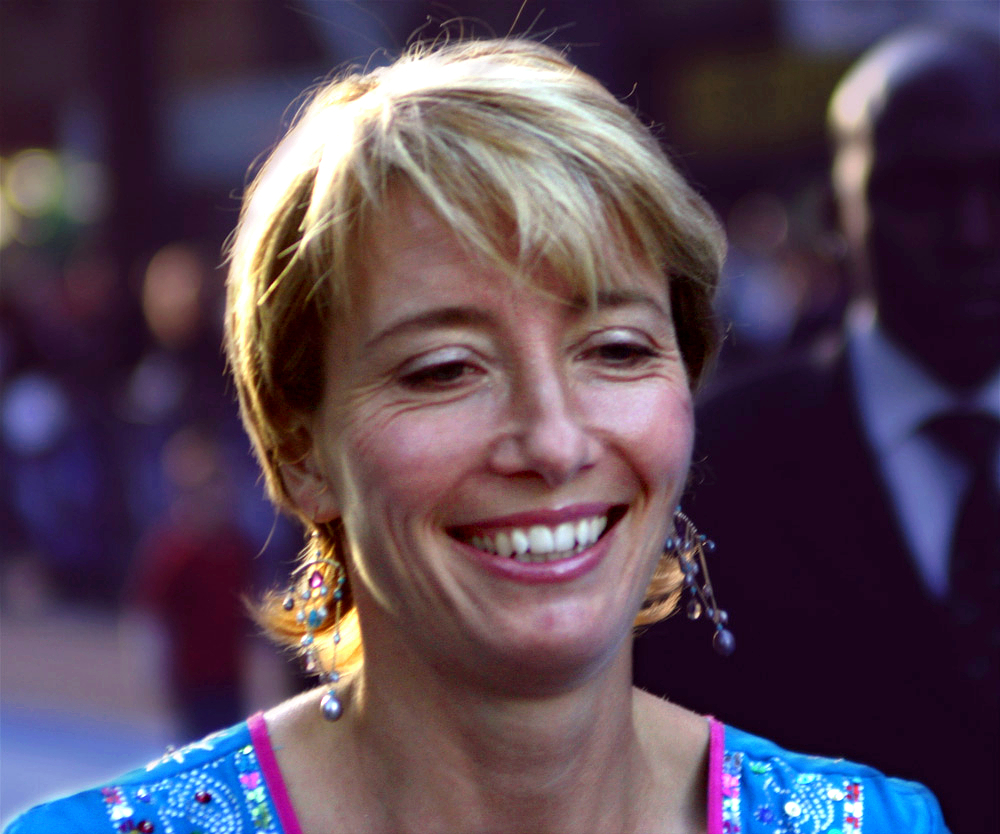
Emma Thompson
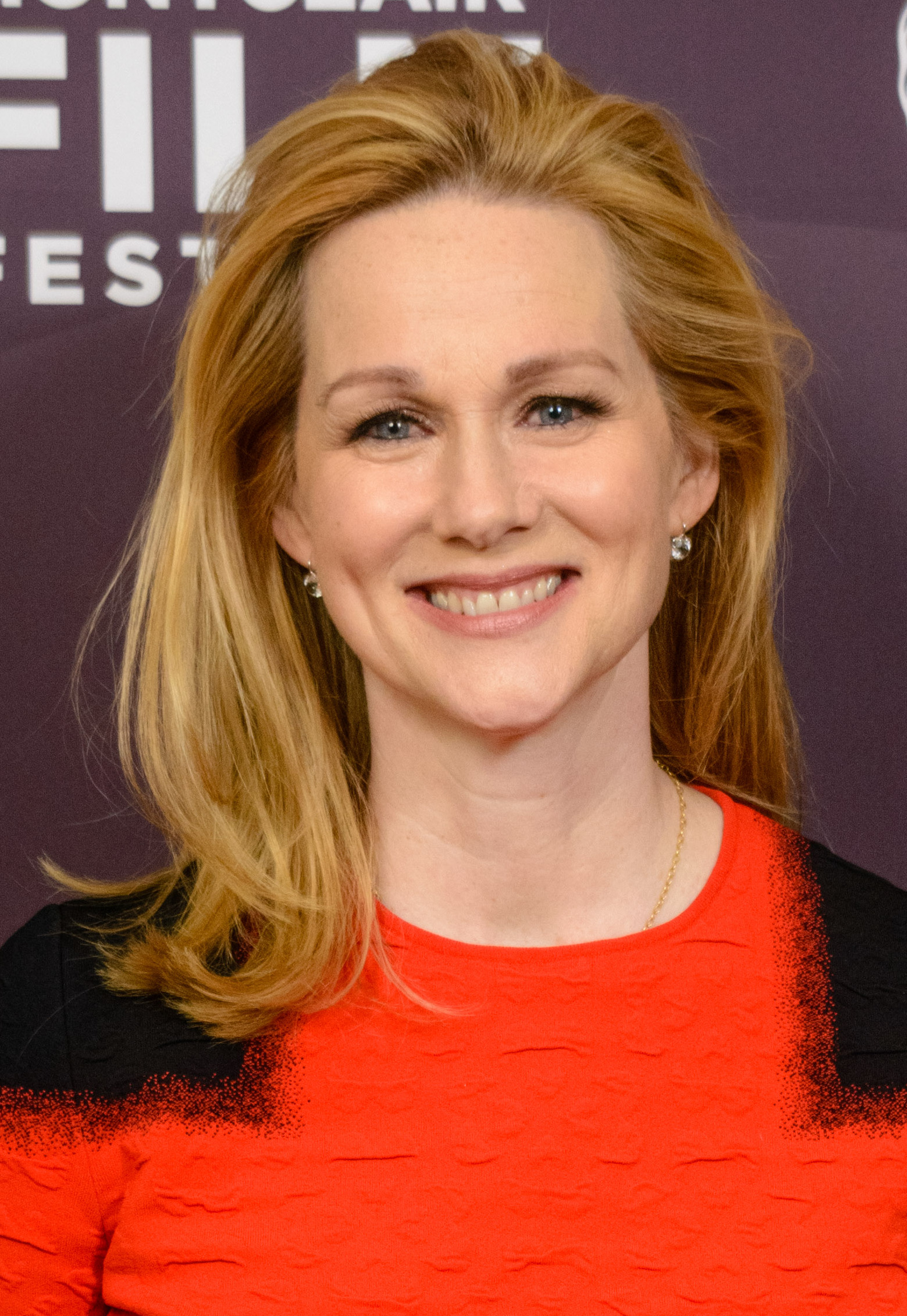
Laura Linney
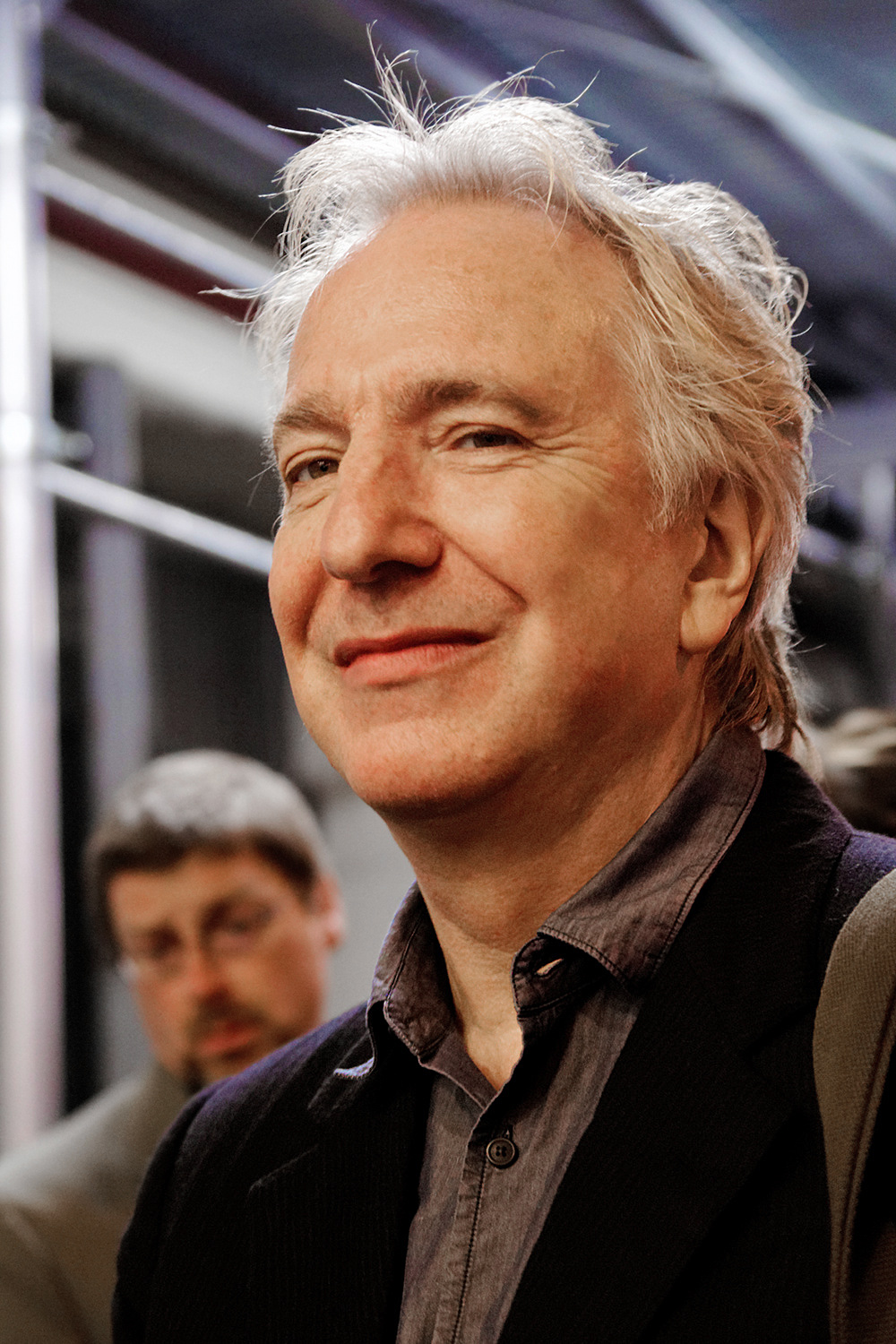
Alan Rickman
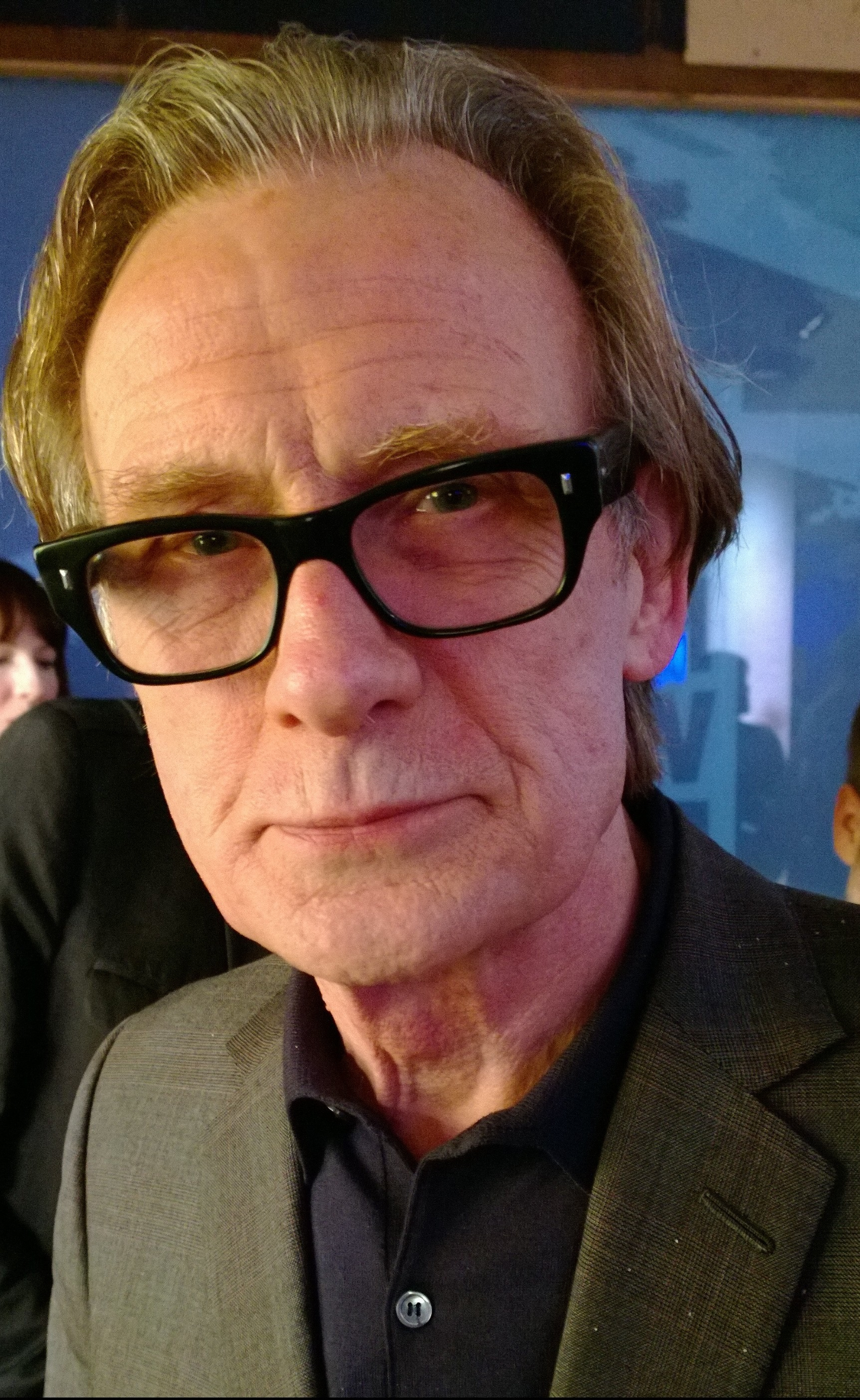
Bill Nighy
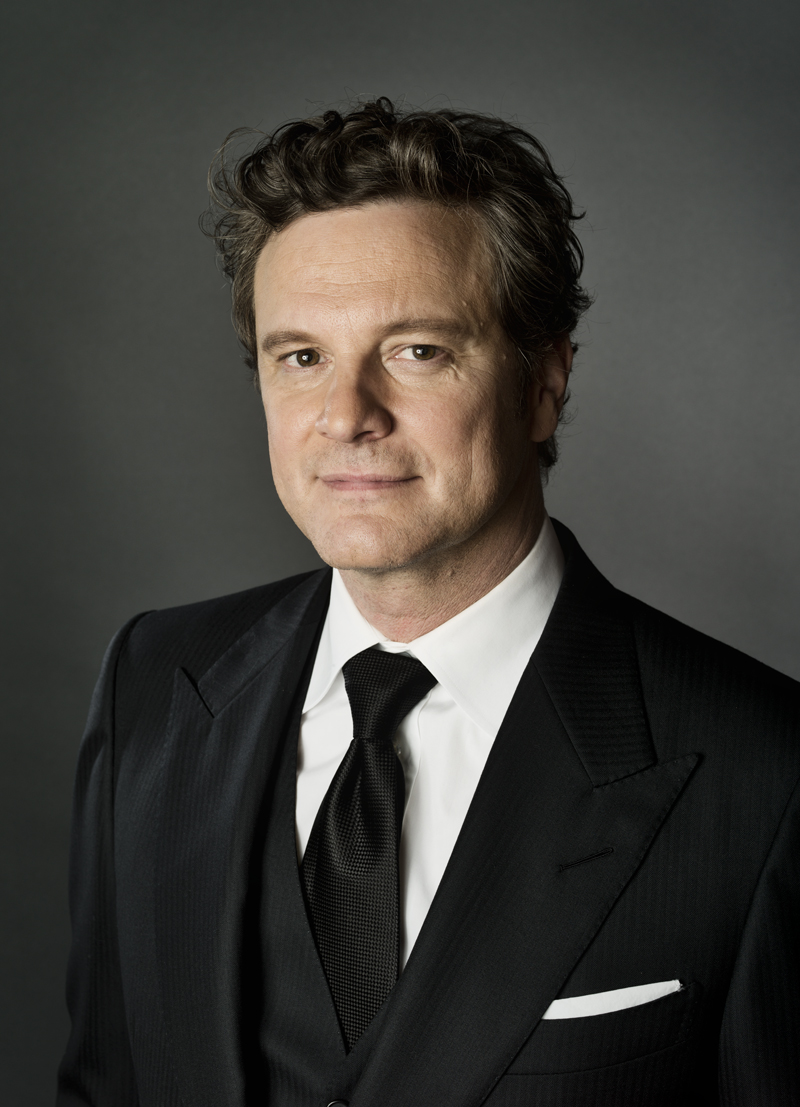
Colin Firth
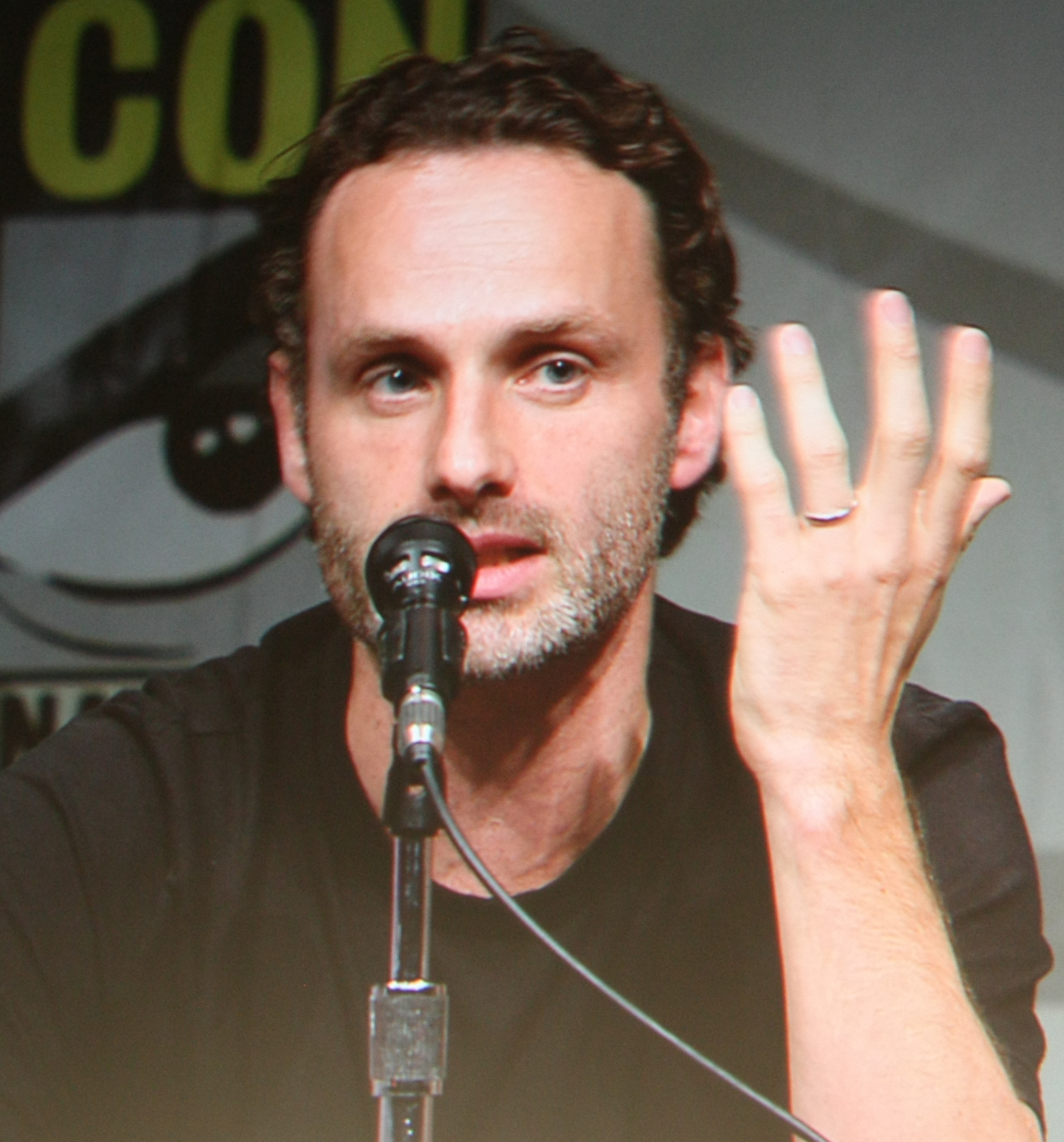
Andrew Lincoln
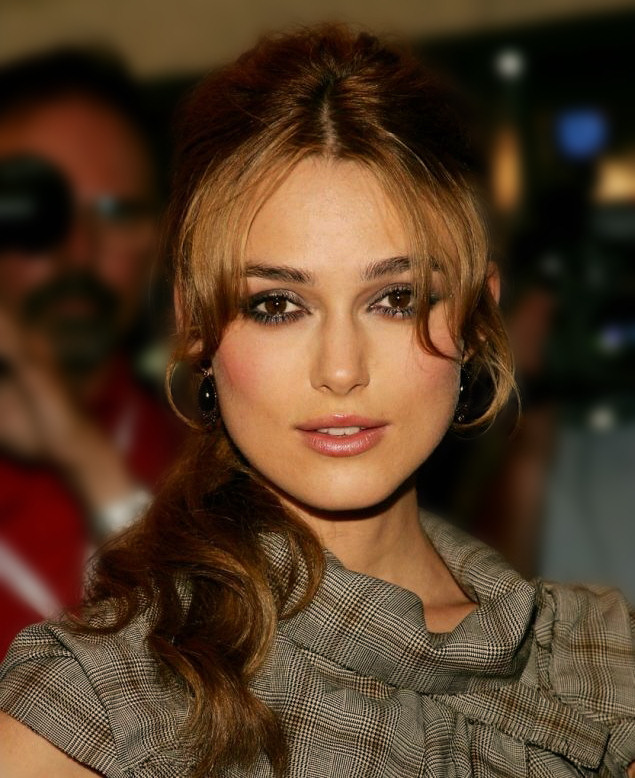
Keira Knightley
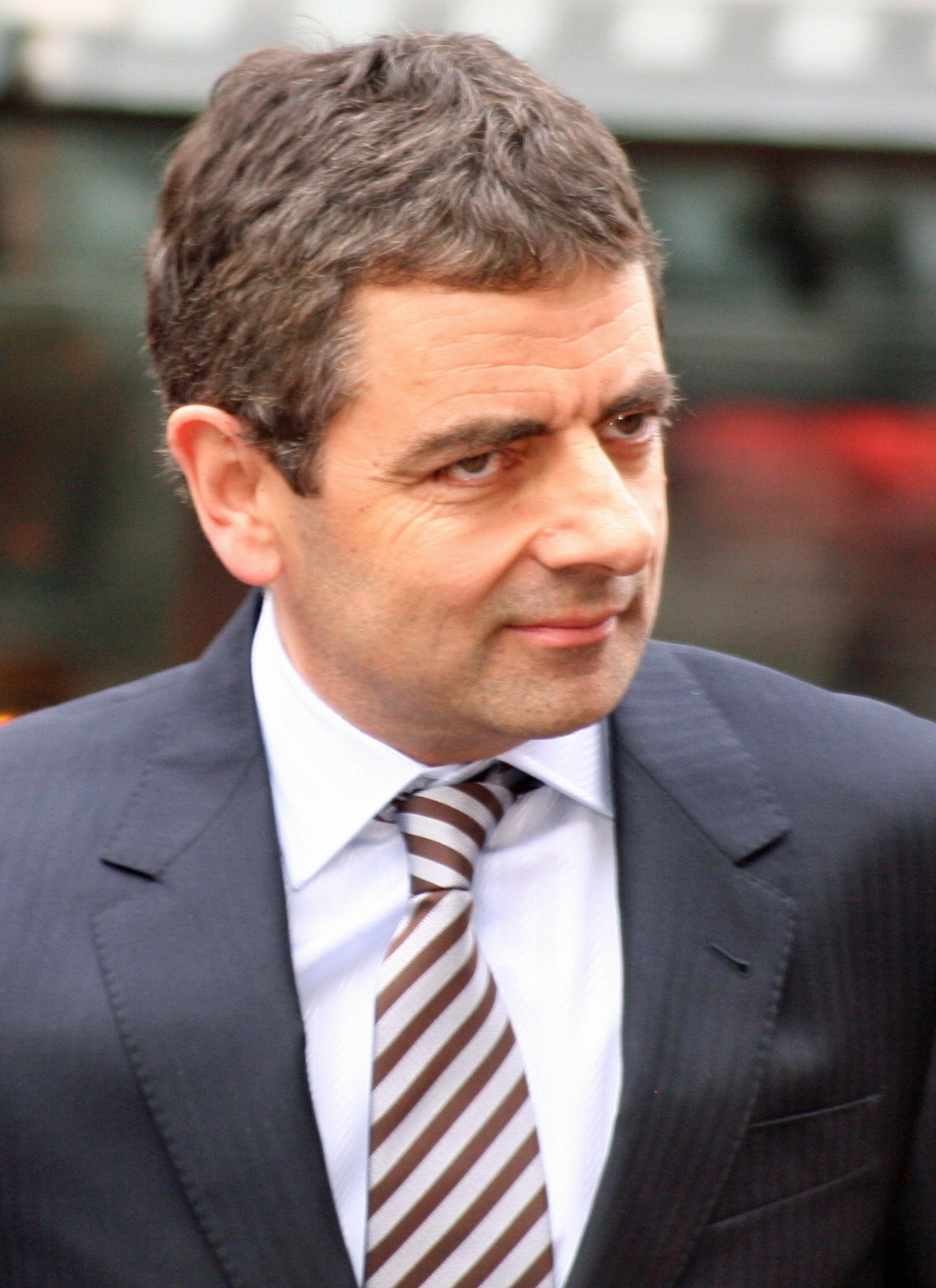
Rowan Atkinson
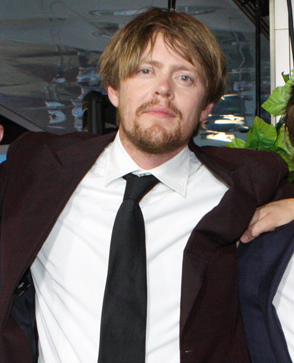
Kris Marshall
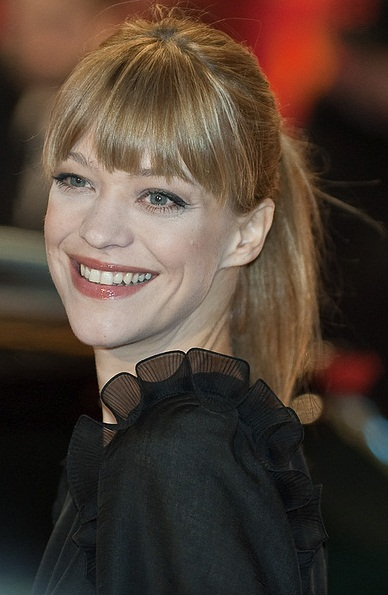
Heike Makatsch
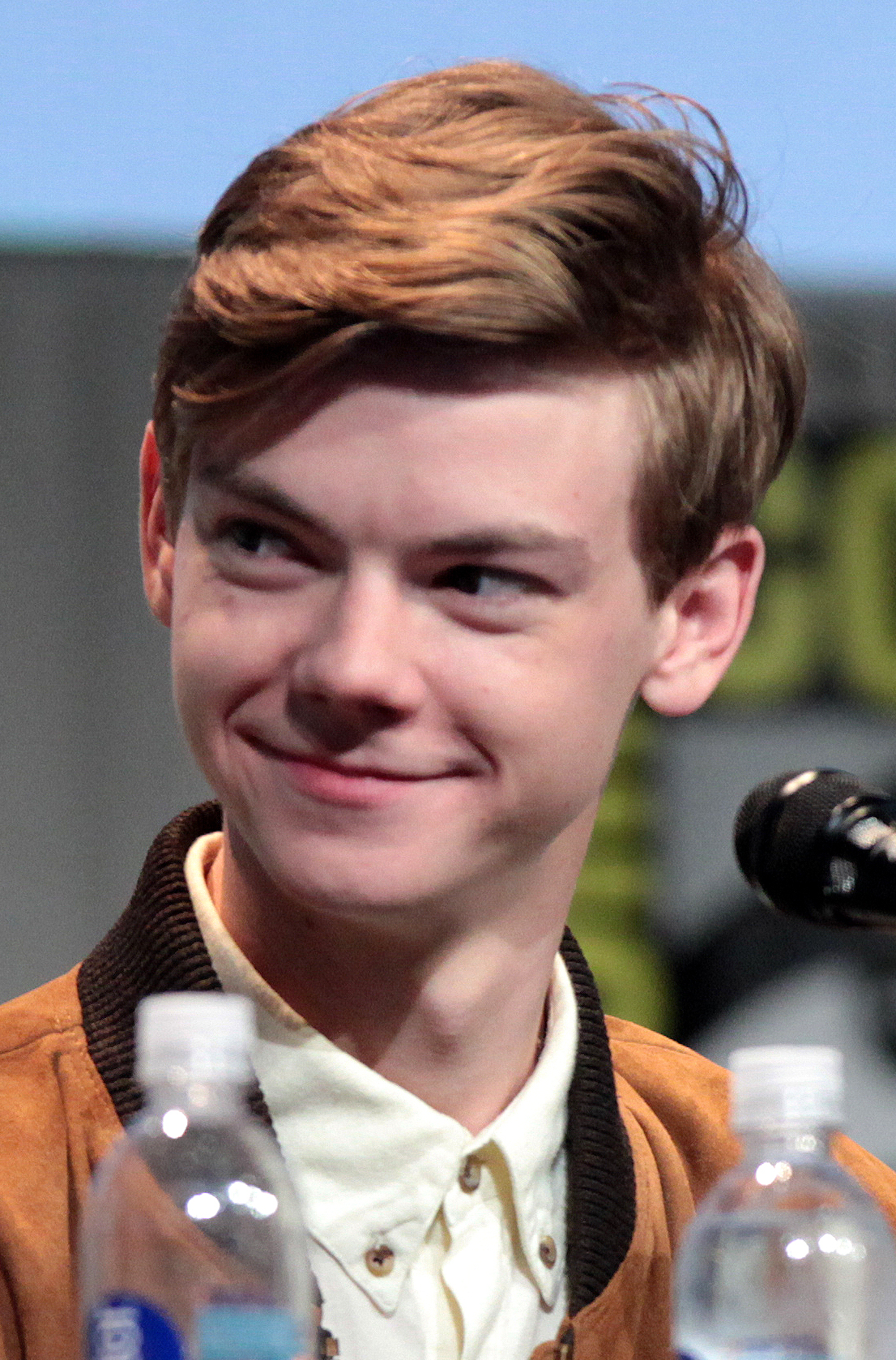
Thomas Brodie-Sangster
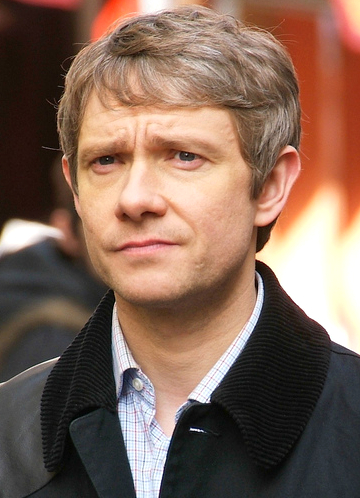
Martin Freeman
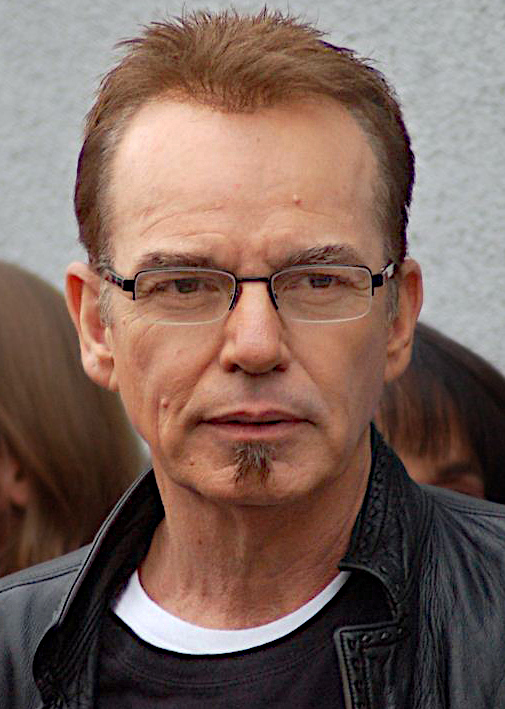
Billy Bob Thornton
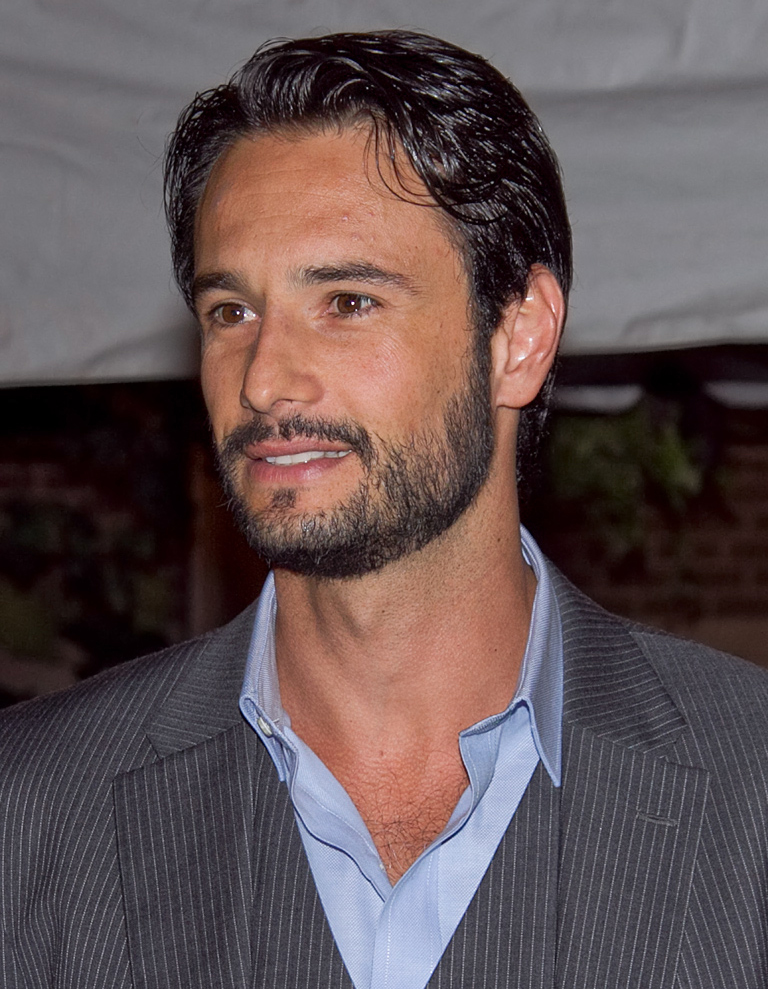
Rodrigo Santoro
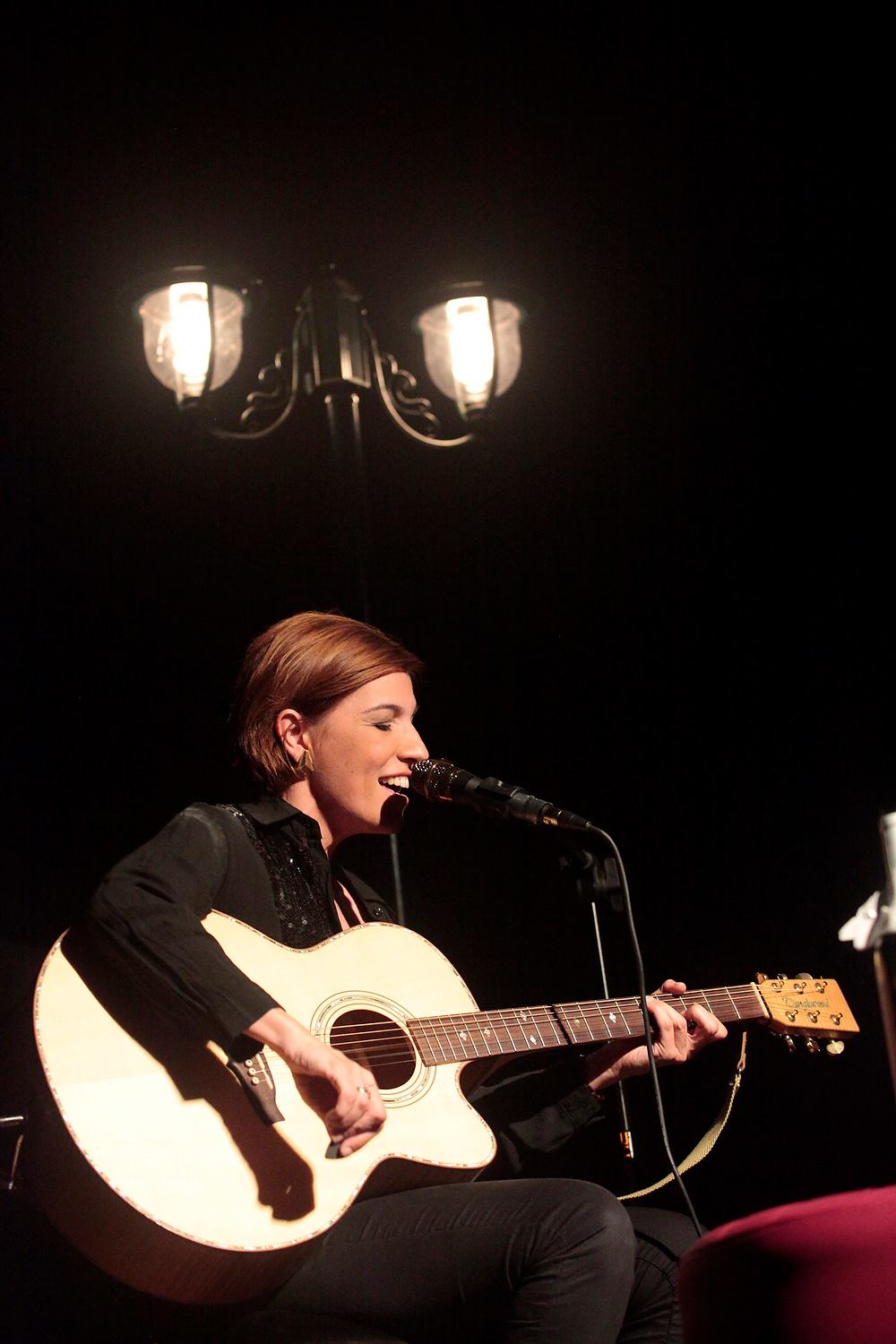
Lúcia Moniz
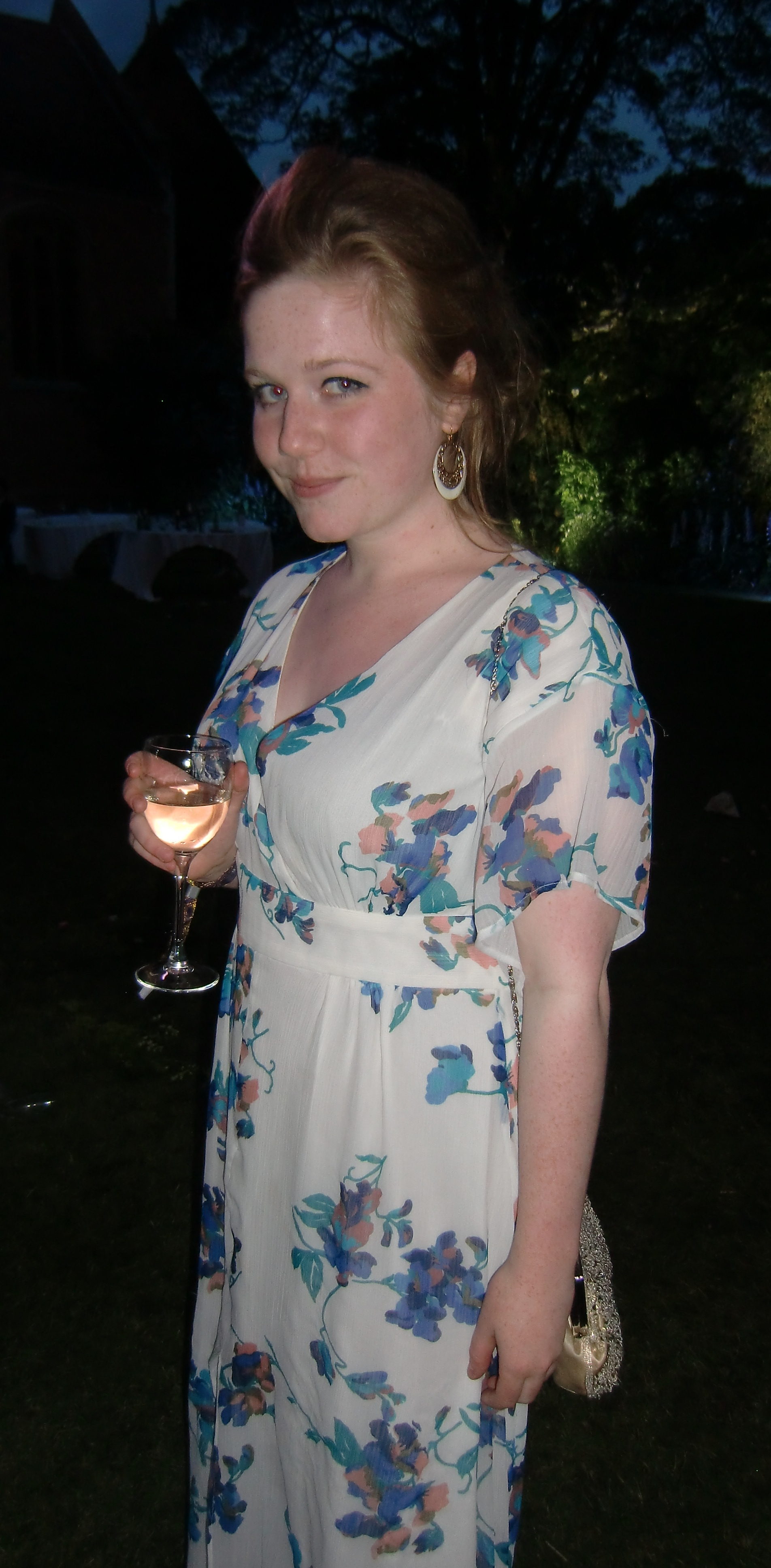
Lulu Popplewell
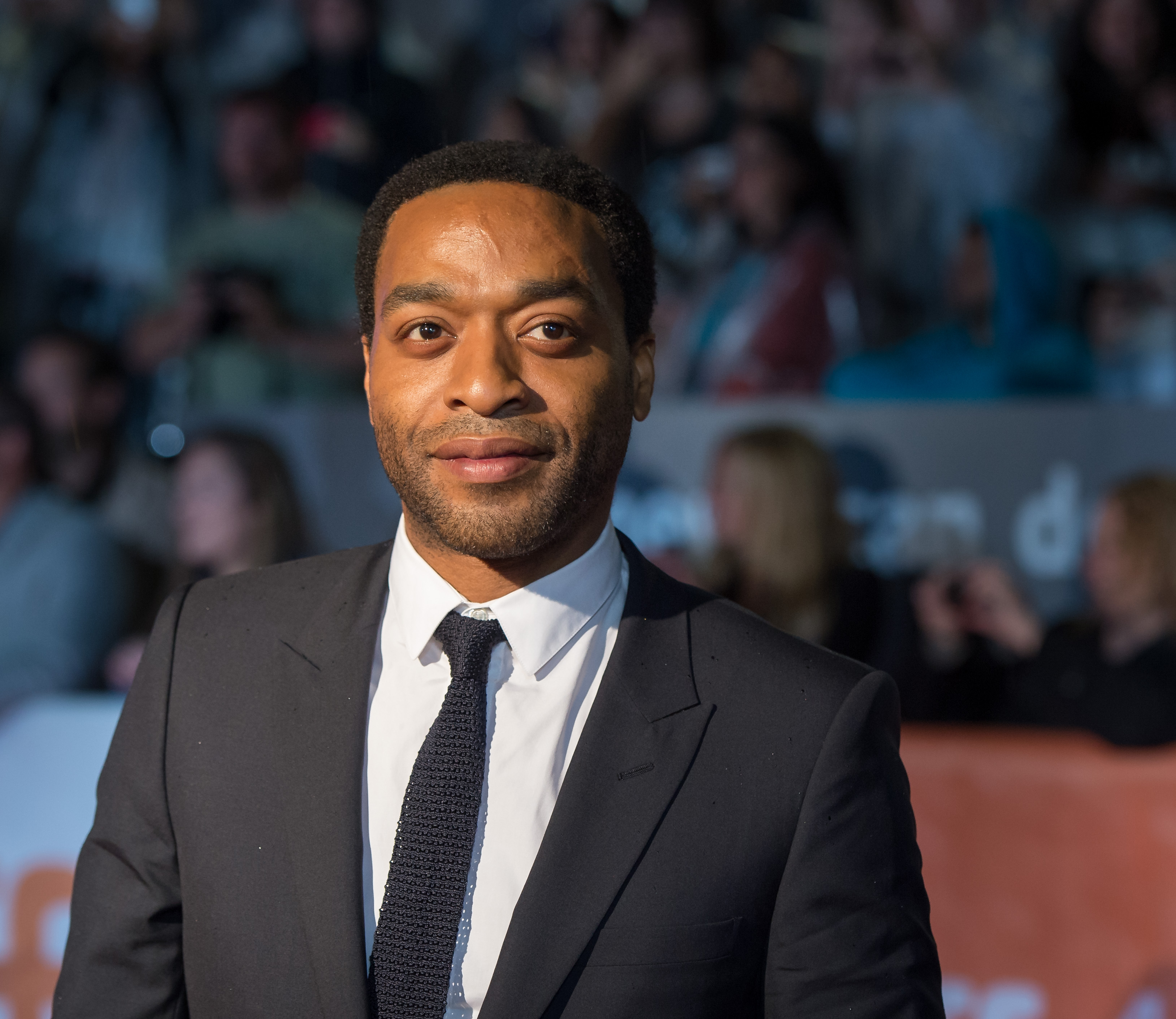
Chiwetel Ejiofor
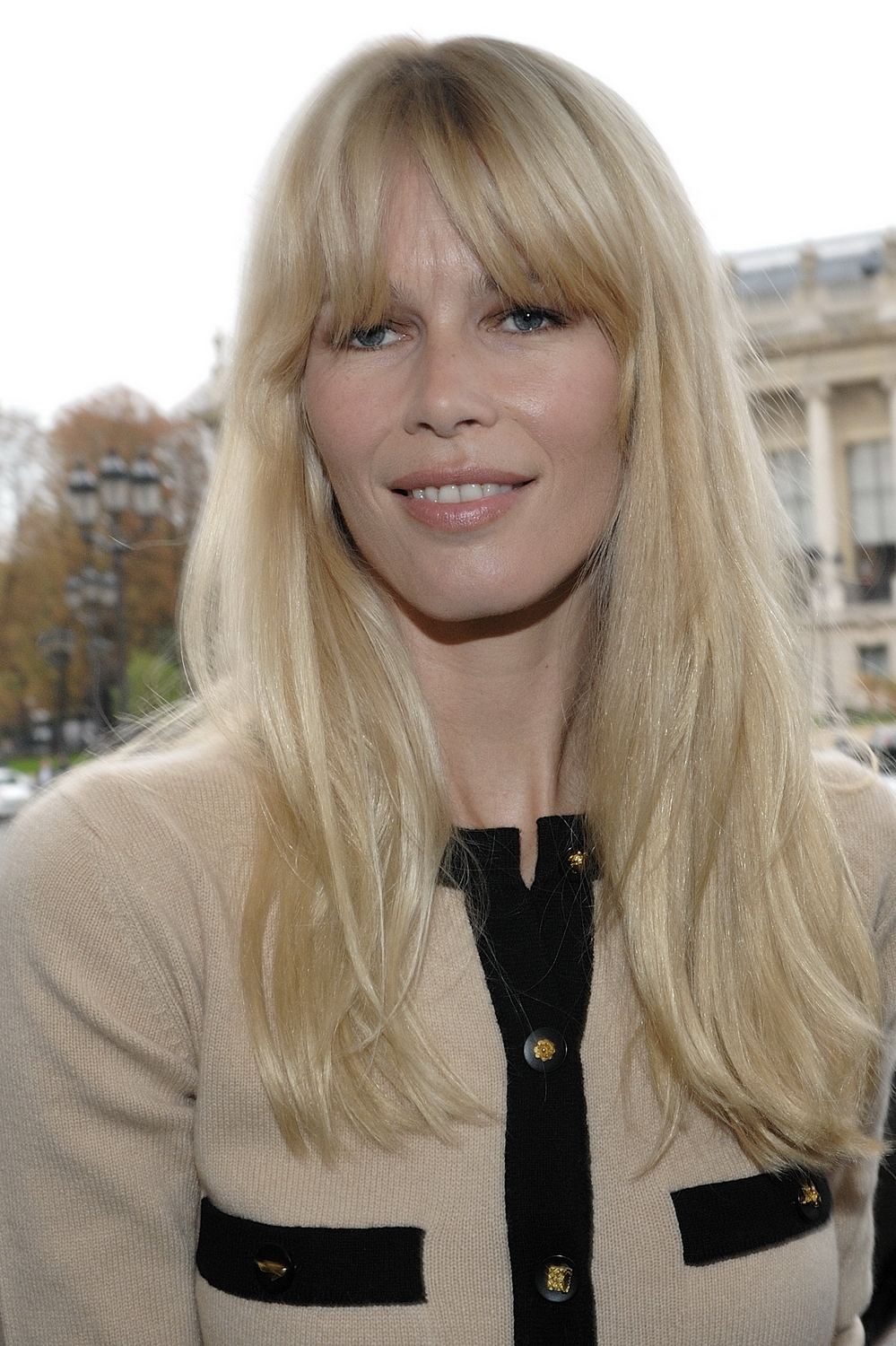
Claudia Schiffer
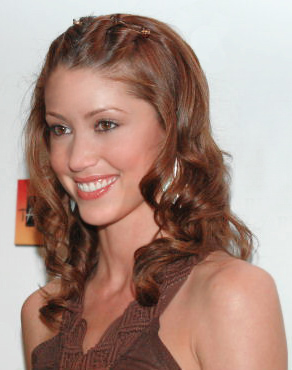
Shannon Elizabeth
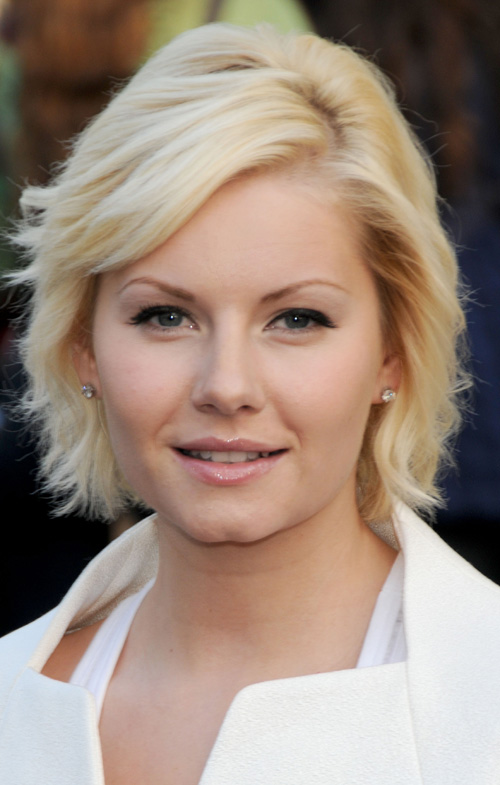
Elisha Cuthbert
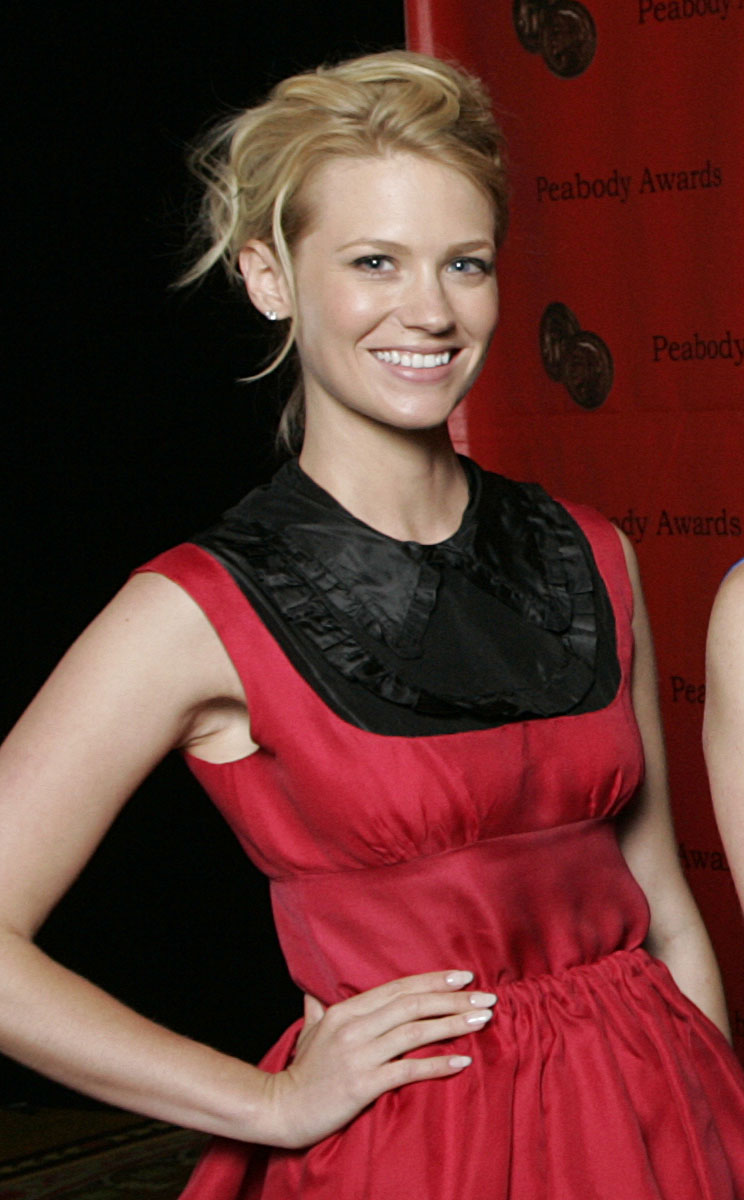
January Jones
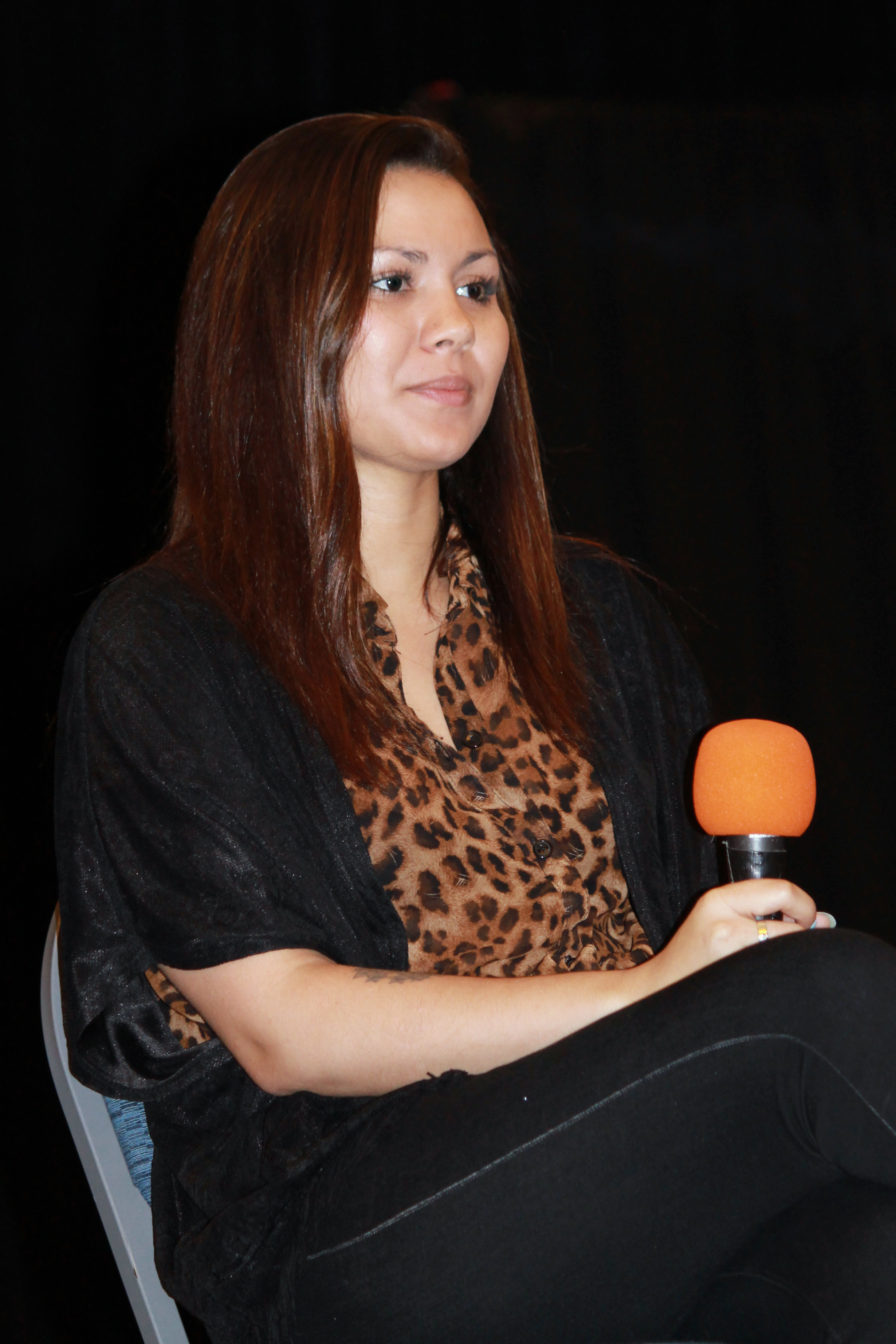
Olivia Olson
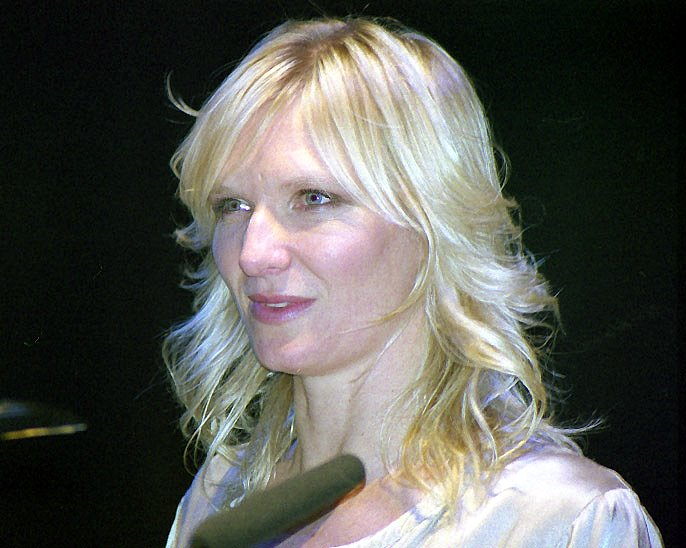
Jo Whiley
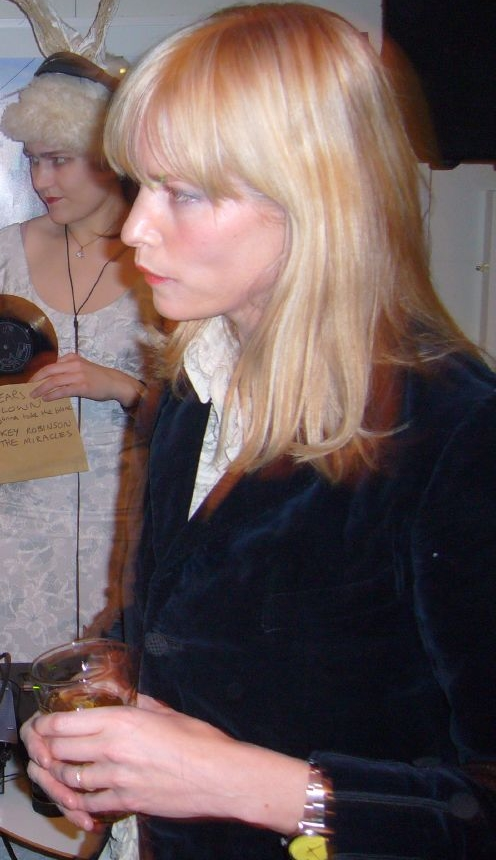
Sienna Guillory
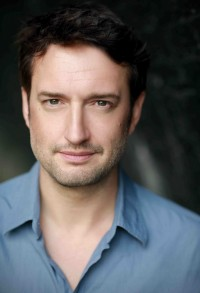
Dan Fredenburgh
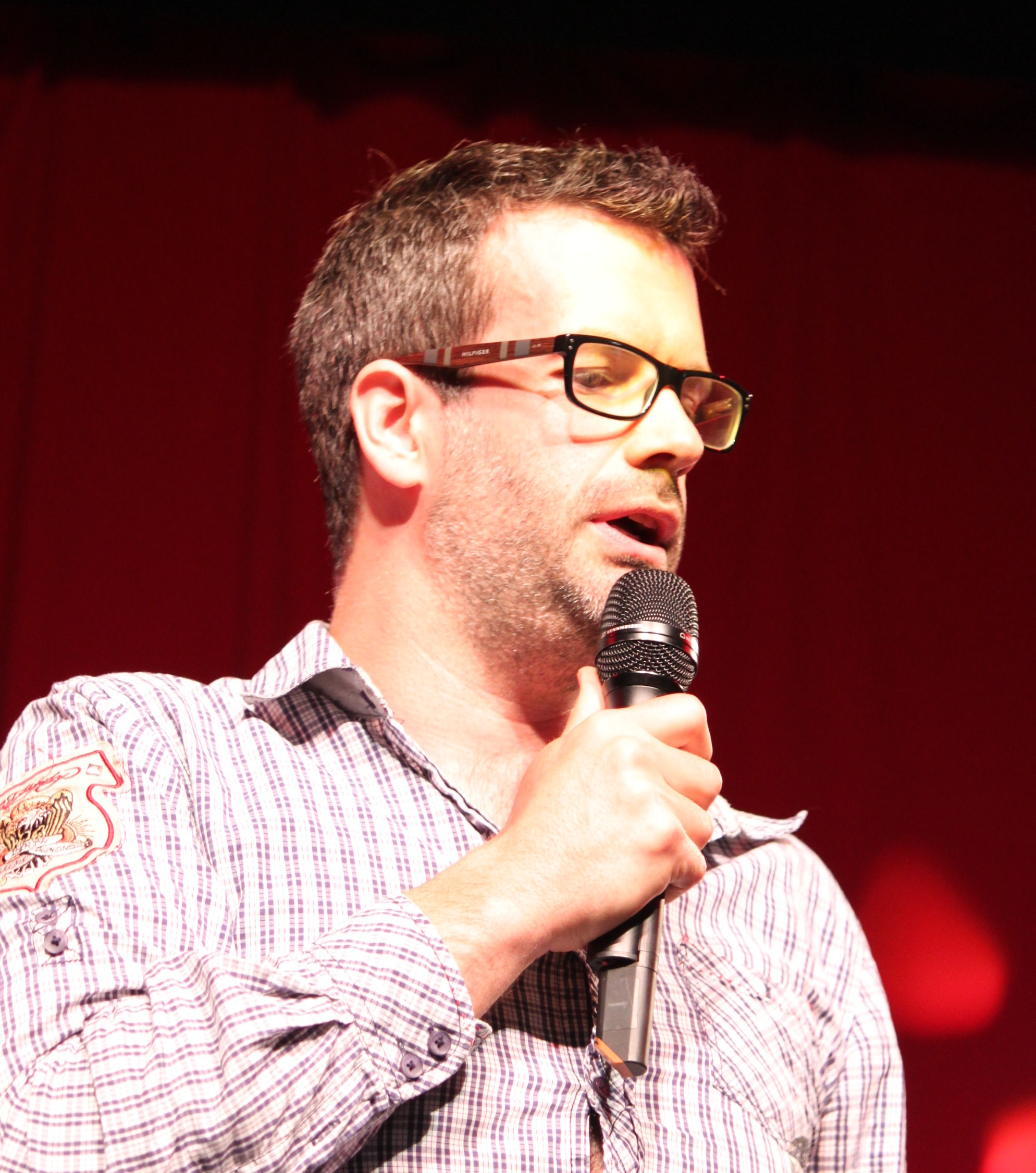
Marcus Brigstocke
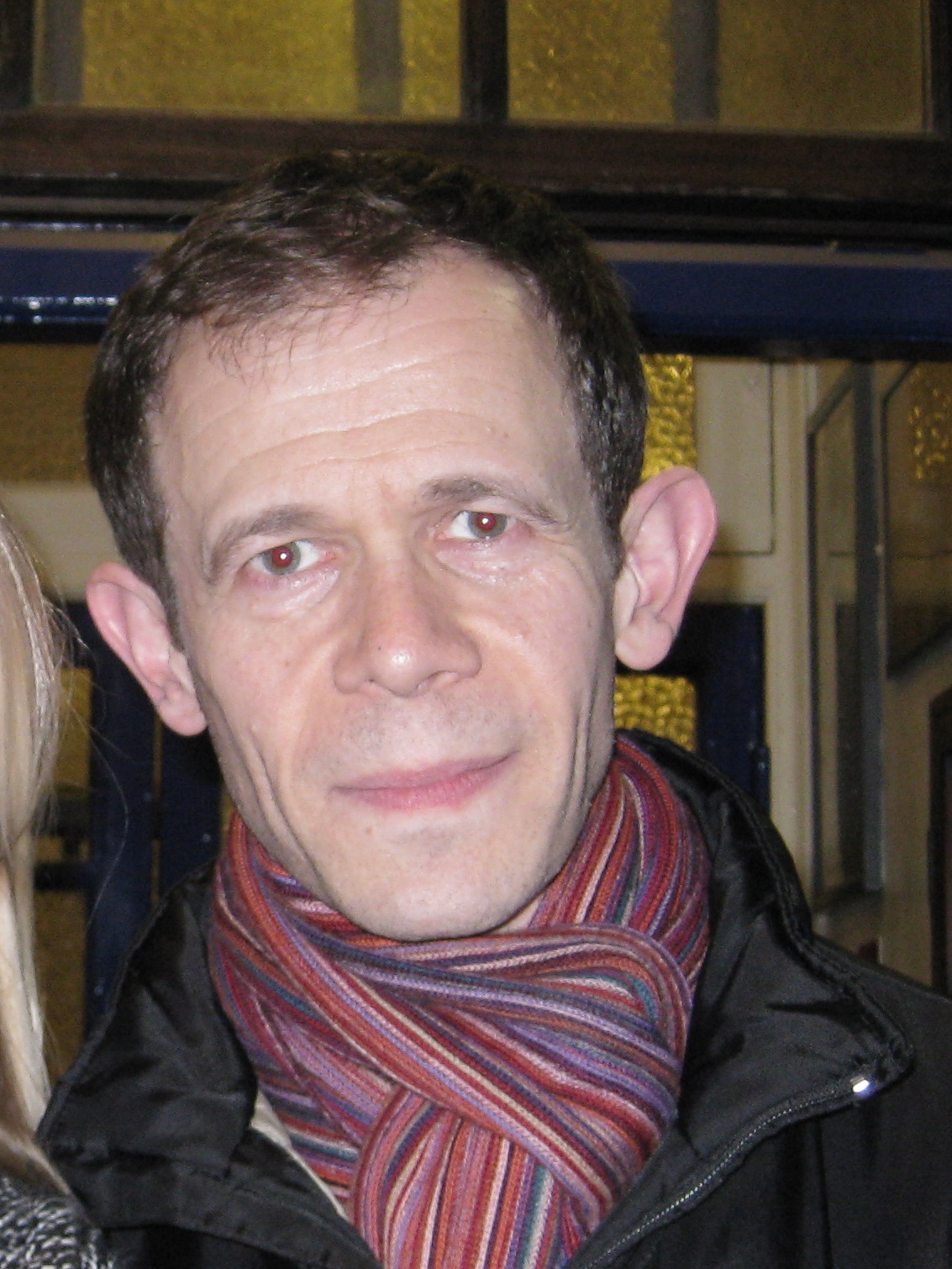
Adam Godley

## Production

### Genèse et développement
Ce film est la première réalisation de Richard Curtis, jusqu'alors scénariste réputé de Mr Bean et de Quatre mariages et un enterrement ; il fait un caméo en tant que joueur de trombone.
À l'origine, aucun film choral n'était prévu. Richard Curtis avait en effet prévu de réaliser deux films distincts, l'un centré sur David (Hugh Grant), l'autre sur Jamie (Colin Firth). C'est la volonté de prendre ses distances avec ce qu'il avait scénarisé jusqu'alors, ainsi que son amour pour les films de Robert Altman (notamment Nashville et Short Cuts), ainsi que ceux de Woody Allen ou encore Pulp Fiction de Quentin Tarantino qui l'a motivé à écrire un film choral.
Richard Curtis témoigne régulièrement de son admiration pour Magnolia de Paul Thomas Anderson, dont il reprend la construction en film choral pour Love Actually. « Magnolia est un film que je vénère. Je le trouve bouleversant. Quand je l'ai vu, je me suis juré que mon premier film à la réalisation serait une réponse à ce chef-d'œuvre » témoigne-t-il.
Le film devait initialement s'intituler Love in London, mais le réalisateur a finalement trouvé plus intéressant d'utiliser le titre Love Actually, qui correspond à ce que dit la voix off de Hugh Grant sur le générique : « Love actually is all around » (« L'amour en fait est partout »).

### Attribution des rôles
Pour le rôle de Sarah, incarnée par l'actrice américaine Laura Linney, Curtis avait auditionné des jeunes femmes britanniques, mais ce dernier a continué de dire qu'il voulait quelqu'un comme Laura Linney. Le directeur du casting a accepté, l'actrice a auditionné pour le rôle de Sarah et a obtenu le rôle.
Un segment du film mettait initialement en scène un autre couple, senior et lesbien, formé par les deux comédiennes Anne Reid et Frances de la Tour mais fut finalement coupé au montage.

## Bande originale
- Christmas Is All Around, interprété par Bill Nighy
- All You Need Is Love, interprété par Lynden David Hall
- Take Me As I Am, interprété par Wyclef Jean et Sharissa
- Bye Bye Baby (Baby Goodbye), interprété par Bay City Rollers
- Puppy Love, interprété par S Club Juniors
- Sweetest Goodbye, interprété par Maroon 5
- All I Want for Christmas Is You, interprété par Tessa Niles
- I'll See It Through, interprété par Texas
- River, interprété par Joni Mitchell
- Here with Me, interprété par Dido
- Rose, composé par James Horner
- Too Lost in You, interprété par Sugababes
- Like I Love You, interprété par Justin Timberlake
- Turn Me On, interprété par Norah Jones
- Songbird, interprété par Eva Cassidy
- All Alone on Christmas, interprété par Darlene Love
- Smooth, interprété par Santana et Rob Thomas
- Wherever You Will Go, interprété par The Calling
- Both Sides, Now, interprété par Joni Mitchell
- White Christmas, interprété par Otis Redding
- Silent Night, interprété par Pre Teens
- Good King Wenceslas, interprété par Hugh Grant et Andrew Tinkler
- Catch a Falling Star, interprété par Cast
- All I Want For Christmas Is You, interprété par Olivia Olson
- God Only Knows, interprété par The Beach Boys
- The Trouble with Love Is, interprété par Kelly Clarkson
- Jump (For My Love), interprété par Girls Aloud

## Accueil

### Accueil critique
Dans l'ensemble des critiques professionnels, Love Actually obtient un accueil globalement favorable au Royaume-Uni, mais mitigé aux États-Unis. Il obtient 63% d'avis favorables sur le site Rotten Tomatoes, pour 191 critiques et une moyenne de 6,4⁄10, tandis qu'il obtient un score de 55⁄100 sur le site Metacritic, pour 41 critiques.

### Box-office
| Pays ou région | Box-office      | Date d'arrêt du box-office | Nombre de semaines |
| -------------- | --------------- | -------------------------- | ------------------ |
| France         | 966 488 entrées | 30 mars 2004               | 17                 |
| États-Unis     | 59 696 144 $    | 4 mars 2004                | 18                 |
| Mondial        | 246 942 017 $   | -                          | -                  |

Love Actually rencontre un énorme succès commercial, rapportant 244 931 766 $ de recettes mondiales, dont 59 696 144 $ aux États-Unis, où il est resté cinq semaines consécutives dans le top 10 hebdomadaire. Au Royaume-Uni, le film est resté quatre semaines consécutives en tête du box-office et a rapporté un total de 37 400 000 £ de recettes. En France, il totalise 966 488 entrées, score honorable sans pour autant faire de vagues au box-office.
Les reprises en salles en 2020 et 2021 dans certains pays lui a permis d'engranger 427 384 $ de recettes pour la première et 3 016 418 $ pour la seconde. En 2023, le long-métrage ressort, à l'occasion des vingt ans de la sortie, en version restaurée 4K sur le territoire américain et plusieurs pays et totalise 525 266 $ aux États-Unis et 1 249 654 $ à l'international, portant le cumul de la ressortie à 1 840 062 $ au box-office mondial. Toutes exploitations confondues, au 14 janvier 2024,  Love Actually a rapporté 250 215 630 $ de recettes mondiales, dont 60 221 410 $ aux États-Unis.
En France, le film est distribué dans 300 salles dans la version 4K : durant les six semaines, où il est exploité au cinéma, il a été vu par 23 793 spectateurs, portant le cumul à 990 281 entrées.

## Distinctions
Pour son interprétation de chanteur cynique, désabusé et pittoresque dans ce film, Bill Nighy a été récompensé du BAFTA du meilleur second rôle masculin l'année de sa sortie.

## Postérité

### Suite
Un court-métrage de plus de 16 minutes est produit et réalisé par Richard Curtis. Intitulée Red Nose Day Actually, cette co-production américano-anglaise est destinée à la télévision : elle est diffusée au Royaume-Uni sur BBC One le 24 mars 2017 puis aux États-Unis sur NBC le 27 mai 2017. L'action se situe 13 ans après les évènements du film et on retrouve la plupart des personnages qui ont fait le succès du premier film. Cependant, on dénote certaines absences notables, comme celles d'Emma Thompson, et de Martin Freeman.
Cette initiative était destinée à récolter des fonds pour l'édition 2017 du Red Nose Day, équivalent anglais du Téléthon français, qui récolte près de 80 millions d'euros de dons pour lutter contre la famine en Éthiopie. On pouvait voir le court-métrage sur la chaîne YouTube de NBC.

### Utilisation comme image d'archives
En 2024, le film d'animation Ce Noël-là intègre des plans de Love Actually diffusé sur un téléviseur ; on peut y voir Keira Knightley et Andrew Lincoln.